# Leopardus wiedii
Il margay (Leopardus wiedii (Schinz, 1821)), chiamato anche gatto di Wied, è un felide di dimensioni medio-piccole che vive nelle Americhe.

## Descrizione
Più grande del gatto domestico, oltre che per il bel mantello, chiazzato e disseminato di ocelli lunghi e irregolari, si distingue per la figura slanciata. Il corpo sottile, le lunghe zampe, la testa arrotondata e la coda, lunga e folta, lo rendono caratteristico. I suoi grandi occhi, dall'iride marrone scuro, hanno delle pupille ovali. Appena nati, e finché sono piccoli, questi felidi hanno pelame lanoso e morbidissimo, molto più pigmentato di quello degli adulti. L'amatore non iniziato spesso confonde il margay con l'ocelotto, per la colorazione e per l'ornamento, molto somiglianti, della loro pelliccia.
In entrambe le specie i peli della nuca e del collo sono stranamente rivolti in avanti. I piedi del margay, molto grandi, sono forniti di artigli aguzzi e lunghi. Se a volte riesce difficile, in base ai caratteri esterni, distinguere un margay da un ocelotto, l'esame del cranio permette però di identificare con certezza il margay adulto. Infatti nel margay il cranio è tondeggiante e sempre più corto che nell'ocelotto; misura da 8,2 a 10,5 cm, mentre quello dell'ocelotto varia da 10,7 a 14,9 cm. L'esattezza di questo metodo è stata verificata da Schauenberg su 105 crani, nel 1972.

## Distribuzione e habitat
La distribuzione geografica del margay è legata a quella della foresta tropicale umida del Nuovo Mondo. Vive dal Paraguay al Venezuela, nonché nella Guyana. Nell'America Centrale risale fino al Messico settentrionale. Si trova pure in Colombia e in Ecuador, nelle giungle che si estendono tra l'Oceano Pacifico e i contrafforti delle Ande occidentali. Rarissimo è nel Messico. Gli zoologi americani E. Goldman ed E. Nelson, che nel corso di 12 anni hanno raccolto 15.000 mammiferi in tutte le province messicane, di margay ne hanno catturati solo due. S. Leopold, grande studioso della fauna messicana, in 25 anni ha potuto procurarsi solo due margay, uccisi uno nella provincia di San Luis Potosí, l'altro a Chiapas. Una sola volta, nel 1860, il margay è stato trovato negli Stati Uniti, nel Texas. Si trattava certamente di un individuo erratico, smarritosi lontano dal suo habitat tropicale.

## Un acrobata della giungla

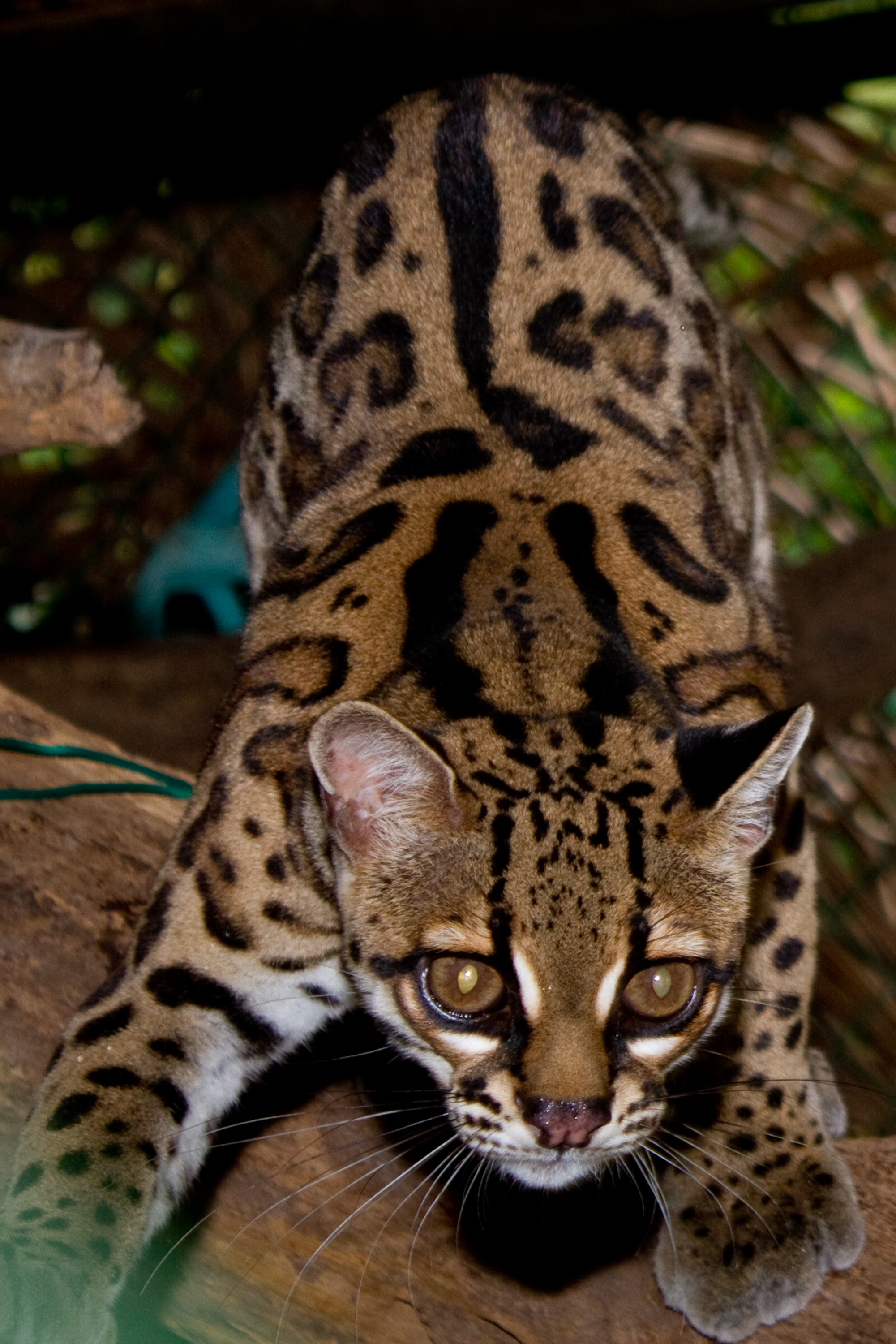
Margay nel "Summit Municipal Parque", Panama

Nella sua opera sulla storia naturale del Brasile, il principe Massimiliano di Wied, scopritore del margay, fornì la seguente descrizione del «gatto tigre dalla coda lunga»: «Questa bella specie di gatto tigre somiglia molto all'ocelotto, ma il gatto tigre dalla coda lunga è più slanciato, ha la testa meno grossa, le orecchie più lunghe e la coda molto più lunga. Vive nei boschi e si arrampica sugli alberi». Infatti, si dovette arrivare al 1963 per saperne di più su questo strano «gatto tigre che si arrampica sugli alberi». È vero che tutti i felidi, anche le specie più grandi, sanno perfettamente scalare gli alberi e ridiscenderne, ma il margay è il felide arboricolo per eccellenza. P. Leyhausen, che ha condotto uno studio particolareggiato sul comportamento del margay in cattività, ha potuto mettere in evidenza l'incredibile agilità e l'incomparabile abilità del margay quale acrobata funambolo. Gli zoologi del XIX secolo avevano affermato il vero. Il margay non solo si arrampica sugli alberi, ma vi vive e vi si muove con l'abilità di una scimmia. Grazie ad una particolare conformazione anatomica delle ossa del metatarso, può effettuare movimenti di supinazione e imprimere ai piedi una rotazione di 180° verso l'interno, cosa di cui non sono capaci gli altri felidi. Questa facoltà gli permette di scendere lungo il tronco dell'albero con la testa in avanti, come uno scoiattolo. Tra tutti i felidi, il margay è uno dei soli tre (gli altri sono il Leopardo e il Leopardo nebuloso) a poterlo fare; infatti le altre specie si lasciano scivolare all'indietro, con la testa verso l'alto, in maniera impacciata e con espressione chiaramente timorosa. Leyhausen osservò i suoi due margay lanciarsi nel vuoto, a gambe distese, e attaccarsi saldamente con una zampa al primo oggetto incontrato sulla loro traiettoria. Questa tecnica, propria dei primati, è assolutamente unica tra i felidi e denota un animale che si è particolarmente adattato alla vita tra l'alto fogliame.
I margay fanno ancora di più: sono capaci di sospendersi ad un ramo con i piedi posteriori facendo oscillare il corpo nel vuoto. In questa posizione giocano tra loro oppure con spaghi e cordicelle, proprio come farebbero ateli e cappuccini; riescono poi, senza difficoltà, a raddrizzarsi e a ristabilirsi sul ramo. P. Leyhausen vide i suoi margay anche spostarsi, restando sospesi per le quattro zampe a un ramo, alla maniera dei bradipi. L'acrobazia più straordinaria di cui fu testimone fu quella di un margay che saltò da un ramo più alto ad un altro, aggrappandosi all'ultimo istante con gli artigli delle zampe posteriori, rivolte all'indietro, e dondolandosi poi di volata sotto il ramo. Si tratta di un'esibizione del tutto eccezionale per un felide.
Non conosciamo proprio nulla circa le abitudini del margay nel suo habitat naturale e sconosciuta ci è la sua biologia. Nel 1967 A. L. Gardner catturò tre margay nella zona forestale e nel subparamos delle alte montagne di San José, nella Costa Rica, a 3200 m di altitudine. Uno aveva divorato dei piccoli roditori terrestri Peromyscus e Heteromys, mentre lo stomaco di un altro conteneva i resti di un uccellino.
In cattività una coppia di margay ha generato 2 gattini, ma non si conosce la durata della gestazione.
È stato osservato che il margay è capace di simulare il richiamo dei piccoli di una delle loro prede, il tamarino calvo (Saguinus bicolor).

## Sottospecie
Sono riconosciute 10 sottospecie:
- L. w. wiedii, Brasile orientale e centrale, Paraguay, Uruguay, Argentina settentrionale
- L. w. amazonicus, Brasile occidentale, regioni interne del Perù, Colombia e Venezuela
- L. w. boliviae, Bolivia
- L. w. cooperi, Messico settentrionale
- L. w. glauculus, Messico centrale
- L. w. nicaraguae, Honduras, Nicaragua, Costa Rica
- L. w. oaxacensis, Messico meridionale
- L. w. pirrensis, Panamá, Colombia, Ecuador, Perù
- L. w. salvinius, Chiapas, Guatemala, El Salvador
- L. w. yucatanicus, Penisola dello Yucatán